# Sant Pere del Talladell
Sant Pere del Talladell és l'església parroquial del Talladell, al municipi de Tàrrega (Urgell), protegida com a bé cultural d'interès local. El 1684 es daten l'inici de les obres de construcció d'aquesta església. A la casa parroquial es conserva un arxiu datat des del segle xvii.

## Descripció
És una església de planta basilical de creu llatina amb transsecte format per dues grans capelles laterals. La capella lateral del costat esquerre és dedicada a l'advocació de la Mare de Déu del Roser i coronada per un esvelt cimbori. L'absis de l'església és recte i tota la nau central es troba coberta per una senzilla volta de canó. La façana principal i el campanar són de pedra tallada, presentant una gran simplicitat en les seves formes mancades d'elements decoratius. El campanar és de planta quadrada, de dos cossos d'alçada i a l'últim cos, a banda i banda, s'obre un gran finestral longitudinal d'arc de mig punt on se situen les diferents campanes. La façana s'articula a partir d'una porta rectangular emmarcada per falses pilastres adossades que damunt seu sostenen un entaulament de cornisa sobresortida damunt de la qual hi reposa un frontó partit. Tant el campanar com la façana es troben coronades per unes voluminoses cornises a tall de ràfec.